# Ревучі рейси (фільм, 1924)
Ревучі рейси (англ. Roaring Rails) — американський бойовик режисера Тома Формана 1924 року.

## Сюжет
Інженер залізниці, коли воював у Першій світовій війні, прийняв французького сироту, і бере його назад в США, коли закінчується війна.

## У ролях
- Гаррі Кері — Великий Білл Бенсон
- Френкі Дарро — Маленький Білл
- Едіт Робертс — Нора Берк
- Воллес МакДональд — Малкольм Грегорі
- Френк Хегні — Червоний Берлі
- Дьюк Р. Лі — Джон МакФарлейн